# Milagros del Corral Beltrán
Milagros del Corral Beltrán (Madrid, 1945) és una bibliotecària espanyola.
Va ocupar el càrrec de directora de la Biblioteca Nacional d'Espanya des del 2007 fins al 2010.
Llicenciada en filosofia per la Universitat Complutense de Madrid, amb una especialitat en biblioteconomia i ciències de la informació per la Universitat de Pittsburg, Estats Units, ha estat membre per oposició del Cos Facultatiu d'Arxivers, Bibliotecaris i Arqueòlegs d'Espanya. Del Corral és especialista en polítiques del llibre i biblioteques, edició impresa i electrònica, drets d'autor i noves tecnologies, desenvolupament d'indústries culturals, cultura i desenvolupament i diversitat cultural.
Ocupà el càrrec de secretària general de l'Associació d'Editors de Madrid i secretària general de la Federació de Gremis d'Editors d'Espanya abans d'incorporar-se en 1990 a la UNESCO, on ha ocupat els llocs de Subdirectora General Adjunta de Cultura i directora de la Divisió d'Art i iniciatives Culturals. També fou Subdirectora General de Biblioteques. Ha estat directora del Fons Internacional per a la Promoció de la Cultura i és membre dels consells d'administració de la Fondation Prince Pierre de Mònaco i de la September concert Foundation novaiorquesa. També ha estat consultora de la UNESCO, de l'Organització Mundial de la Propietat Intel·lectual (OMPI) i del Centro Regional para el Fomento del Libro en América Latina y el Caribe (CERLALC).
És especialista en drets d'autor i des de 2005 exercí tasques de consultoria internacional, vivint a cavall entre Espanya i Colòmbia. Des del 1977 ha participat en diversos treballs internacionals sobre drets d'autor com a delegada governamental en els Comitès Intergovernamentals de la Convenció Universal el Dret d'Autor, de la Convenció de Roma i de la Convenció de Berna per a la Protecció d'Obres Literàries i Artístiques, que va presidir durant dos anys, des del 1979 fins al 1981. A més, ha intervingut com a ponent en almenys 70 reunions internacionals i ha escrit més de 50 publicacions sobre diversos temes, com l'impacte de les noves tecnologies en el dret d'autor, per exemple.
El setembre del 2007 fou nomenada directora de la Biblioteca Nacional d'Espanya, substituint en el càrrec a Rosa Regàs i Pagès. Ocupà aquesta responsabilitat fins al maig de 2010, quan va dimitir per no estar d'acord amb l'acord de Consell de Ministres d'eliminar el rang de director General de la institució, fixant-lo en subdirector general.
Com a escriptora, el 2013 va presentar la seva primera novel·la, "Otoño en París", una obra que reflecteix l'excessiva burocràcia i la inoperància de les organitzacions internacionals.